# Billy Mohler
Billy Mohler, é um letrista e produtor de Los Angeles, além de tocar vários instrumentos, em especial o baixo. Tornou-se conhecido por ser o baixista da banda The Calling. 
Actualmente faz parte da banda Jimmy Chamberlin Complex (baixo) e da banda War Tapes (bateria).

## Ligações Externas
- War Tapes
- Jimmy Chamberlin Complex